# Burning Rubber
Burning Rubber ist ein deutscher Rennfahrerfilm, in dem unter anderem Olivia Pascal und Sascha Hehn zwei Hauptrollen spielen.

## Handlung
Die Geschichte um Rivalität und Liebe spielt in der Drag-Car-Szene, bei der es um hohe PS-Zahlen und perfektes Durchstarten mit aufgemotzten Rennwagen geht, bei dem schon mal, wie der Titel verrät, Reifengummi zum Schmoren gebracht werden kann. Am Wochenende besuchen Tausende Motorsport-Begeisterte den südafrikanische Palton International Raceway, um die 800-PS-Boliden Gummi geben zu sehen. Ungekrönter König dieser autoverrückten Gasgeber ist ein kräftiger Typ namens Flash Jackson. Voller Neid muss der Renn-Finanzier Mr. Baumgarten ansehen, dass jedenfalls seine eigenen Autos Flashs PS-Monster bei voller Fahrt stets nur von hinten sehen. 
Auch der leicht schusselige Automechaniker Henry Carstens will endlich einmal bei einem Rennen mitmischen und es dem schnöseligen Jackson so richtig zeigen. Er plant, einen eigenen Wagen zusammenzubasteln, wobei ihm die ebenso hübsche wie autotechnik-affine Maxe hilft. Die gibt sich als Mauerblümchen im mausgrauen Overall, um unbemerkt mit dem scheuen Henry erst schrauben und dann anbandeln zu können. In der attraktiven Karen erwächst ihr jedoch harte Konkurrenz, doch die hat sehr selbstsüchtige Gründe, als sie Henry zu umgarnen versucht. Sie war Flashs Freundin und wurde von diesem abserviert. Am Abend vor dem Rennen lädt Karen den ahnungslosen Henry zum traditionellen Fahrer-Ball ein. Doch dort lässt Karen ihn links liegen, und beinah wird er auch noch von demjenigen Typen, den sich Karen auf der Fete geangelt hat, verprügelt.
Maxe ist enttäuscht, dass sich Henry von Karen hat einfangen lassen und packt nun ihre eigenen weiblichen Waffen aus. Aus der grauen Werkstatt-Maus wird eine wunderschöne junge Frau, die Henry schlagartig den Kopf verdreht. Endgültig geplättet ist er, als Maxe ihm verrät, dass ausgerechnet sie sich vor geraumer Zeit in ihn verliebt habe. Der Tag des Rennens ist gekommen. Trotz starker Konkurrenz seitens Flash hat Henry eine wieselflinke Drag-Car-Rakete zusammengebastelt, die im Finale sogar Jacksons PS-Ungeheuer hinter sich lassen kann. Happy End allenthalben: Henry bekommt seine Trophäe und auch noch Maxe, die sich, ganz nebenbei, als Tochter von Mr. Baumgarten entpuppt.

## Produktionsnotizen
Burning Rubber entstand 1980 in Südafrika und wurde am 22. Mai 1981 in Berlin uraufgeführt.
Neben Hauptdarsteller Alan Longmuir haben auch andere Mitglieder der britischen Band Bay City Rollers mitgewirkt.

## Kritiken
Cinema nannte den Film ein „heißes Action-Spektakel“.
Im Filmdienst heißt es knapp: „Ein völlig spannungsloser Film, der fast kein Groschenheftklischee ausläßt.“